# 蓮華寺 (板橋区)
蓮華寺（れんげじ）は、東京都板橋区にある真言宗智山派の寺院。

## 概要
創建年代は不明である。ただ過去帳によれば、当寺歴代住職で存在が確認できる最古の人物の法印尊清が延宝9年（1681年）に寂すと記載されていることから、江戸時代中期には既に存在していたものと推測される。
元々は荒川河畔に位置しており、度々起こる荒川の洪水で、現在地に移転したといわれている。
長らく寺運衰微の時期が続いていたが、20世紀初頭に至り日露戦争戦没者の追悼事業として寺の再建事業が進められ、現在の姿になった。

## 寺宝等
- 薬師如来坐像（本尊）
- 阿弥陀如来坐像
- 不動明王立像

## 交通アクセス
- 蓮根駅より徒歩14分。